# Richard E. Grant (paléontologue)
Pour les articles homonymes, voir Grant.
Richard E. Grant (1927–1994) est un paléontologue américain.

## Biographie
Grant est né en 1927. De 1972 jusqu'à sa mort, il est président, conservateur et géologue principal du département de paléobiologie et du Musée national d'histoire naturelle des États-Unis. Il est surtout connu pour avoir étudié les Brachiopodes du Permien en 1979. Il est décédé en 1994.